# Charlotte Radcliffe
Charlotte Helen Radcliffe (Liverpool, 3 agosto 1903 – Liverpool, 12 dicembre 1979) è stata una nuotatrice britannica, specializzata nello stile libero.

## Palmarès
- Giochi olimpici

Anversa 1920: argento nella staffetta 4x100 metri stile libero.